# Königsleitenspitze
Königsleitenspitze är ett berg i Österrike.   Det ligger i distriktet Zell am See och förbundslandet Salzburg, i den centrala delen av landet, 300 km väster om huvudstaden Wien. Toppen på Königsleitenspitze är 2 315 meter över havet.
Terrängen runt Königsleitenspitze är bergig österut, men västerut är den kuperad. Närmaste större samhälle är Mayrhofen, 19,7 km sydväst om Königsleitenspitze. 
Trakten runt Königsleitenspitze består i huvudsak av gräsmarker. Runt Königsleitenspitze är det ganska glesbefolkat, med 34 invånare per kvadratkilometer.